# Stephen Mallory
Stephen Russell Mallory (Trinidad, 1812 – Pensacola, 1873. november 9.) az Amerikai Egyesült Államok Demokrata párti szenátora 1851-től 1861-ig Florida állam képviseletében. Ennek nagy részében a tengerészeti bizottság tagja volt, ahol sürgette, hogy az Egyesült Államok flottája vegye fel a versenyt a brit és francia flottával, a világ vezető tengeri hatalmaival. Törvénytervezetet nyújtott be és szavazásra vitte, hogy a sztenderdnek meg nem felelő tiszteket nyugállományba küldjék.
Mallory nem volt aktív szecesszionista, de az elszakadáskor követte államát. Az Amerikai Konföderációs Államok megalakulása után Jefferson Davis elnök kinevezte tengerészeti miniszternek, és ezt a pozíciót a Konföderáció bukásáig töltötte be. Mivel a tengerészeti ügyekben nagyjából minden honfitársa érdektelennek bizonyult, ezért saját belátása szerint, az USA szenátusában tanult irányelvek alapján formálhatta a haditengerészetet. Néhány ötlete, mint a páncélzatnak a hajóépítésbe foglalása sikeresnek bizonyult és ezt az eljárást a világ minden más tengerészete is követni kezdte. A minisztérium adminisztratív bénultsága azonban gyakran hátráltatta az ügyeket. A háború folyamán politikai támogatottságát a New Orleans eleste miatt elrendelt kongresszusi vizsgálat gyengítette. A tanúvallomások hónapokig tartó meghallgatása után a vizsgálóbizottság arra a következtetésre jutott, hogy Mallory részéről nem történt mulasztás, így nem terheli felelősség.
A kormány a háború végén kiürítette Richmondot, és elmenekült; ekkor Mallory lemondott és több más miniszterrel együtt árulás vádjával bebörtönözték. Több mint egy évet ült börtönben, mielőtt a közvélemény megenyhült volna és Andrew Johnson elnök megkegyelmezett neki. Floridába hazatérve ügyvédként praktizálva tartotta el családját. Kegyelmi feltételei között szerepelt, hogy közéleti pozícióra nem megválasztható, ezért véleményét újságoknak írt leveleiben tette közzé. Egészsége fokozatosan hanyatlott, de haláláig nem vált magatehetetlenné.
Fia, Stephen Russell Mallory Jr. szintén Florida kongresszusi képviselője és szenátora lett.

## Fiatalsága
Mallory feltehetően 1812-ben Trinidad szigetén, a Brit Nyugat Indiákon született. Scharf, a Confederate States Navy c. művének 29. oldalán azt állítja, hogy 1813-ban született. Durkin, a Confederate Navy Chief 11. oldalán azt írja, hogy Mallory gyerekkori naplója szerint az iskolát 1820-ban kilencévesen kezdte. A legtöbb történész ezt látszik elfogadni, de abban egyetértenek, hogy a bizonyítékok hiányoznak. Mallory pensacolai sírján a St. Michael's Cemeteryben 1812 van feltüntetve, hónap-nap nélkül.. Apja neve ugyanilyen kétes, Durkin, Luraghi és Wise azt állítja, hogy John Mallory volt, Scharf és Underwood szerint Charles Mallory. Underwood Mallory című művének 6. oldalán azt írja, hogy a családi hagyomány szerint Charles volt a neve. A Connecticut állambeli Fairfield lakosa volt. A szintén connecticuti Ellen Russellt vette feleségül, akitől két gyermeke született. Ellen apja Reddingben építkezési mérnökként dolgozott, és Charles Trinidanon ismerte meg az ír származású Russelléket. A Mallory család 1820-ban, Florida megvásárlásának idején Key Westen telepedett le.
Az ifjú Stephent az Alabama állambeli Mobile közelében járatták iskolába. Apja és bátyja korai halála után a család megélhetését a Coconut Grove nevű tengerészszállás biztosította, melyet Ellen munkája tartott fenn. Stephen így megmenekült a gyermekmunkától és még három évet járhatott a pennsylvaniai Nazarethben levő Moravian Academy-be, a Herrnhuti testvérgyülekezet lutheránus felekezetének középiskolájába. Stephen születésétől fogva katolikus vallású volt, de az itt kapott oktatást egész életében dicsérte. 1829-ben anyja már nem tudta fizetni a tandíjat, ezért Stephen hazatért.

## Felnőtt életpályája Floridában
A fiatal Mallory William Marvin bíró jogászirodájában jogot tanult. A jogászképzés szakirányú iskolák hiányában ekkoriban rendszerint egy aktív jogász irányítása alatti törvénykönyv-tanulmányozásból állt. Key West kikötője földrajzi fekvéséből következően a vihar elől menekülő hajók menedéke volt és hajótörést szenvedő hajók roncsai hevertek a közelében. Marvint ekkoriban a tengeri jog szakértőjének tartották, különös tekintettel a roncsok és a roncsmentés jogállására vonatkozóan. Mallory az irányítása alatt megkezdte a haditengerészeti perek lebonyolítását. Hamarosan elismert peres ügyvéd hírnevére tett szert Floridában.
Mallory több kisebb közéleti beosztást is betöltött, ezek közül az első az 1832-ben elnyert városi rendőrfőnök volt. Az első fizetett állásai között volt a vámellenőrség, melyért napi három dollár volt a javadalmazása. James K. Polk elnök később kinevezte szövetségi vámfelügyelőnek. 1835-ben önkéntesként csatlakozott a hadsereghez, hogy harcoljon a Szeminol háborúban, melyben 1837-ig vett részt. 1837-től 1845-ig a floridai Monroe megye választott bírája volt.
Karrierje fellendülése után udvarolni kezdett Angela Sylvania Morenónak, egy tehetős, spanyolajkú, pensacolai család lányának. 1838. július 19-én a pár a pensacolai St. Michael Church templomban összeházasodott. Összesen kilenc gyermekük született, akik közül azonban csak négyen érték meg a felnőttkort: Margaret, Ruby, Stephen Jr., és Attila. Az ifjabbik Stephen beceneve Buddy volt és apja nyomdokaiba lépve később maga is politikai pályára lépett, sőt, szintén Florida szenátorává választották.
1850-ben az később a polgárháborút kirobbantó országrészek közti ellentét miatt Tennesseeben megrendezték a Nashville-i konvenciót. A cél az összes rabszolgaságot engedélyező déli állam számára követendő követendő út kidolgozása volt. Annak ellenére, hogy Mallory ekkor nem töltött be állami hivatalt Floridában, elég befolyásosnak ítélték a Demokrata pártban ahhoz, hogy alternatív küldöttjeként delegálják a rendezvényre. Személyes okokból mégis távol maradt, de a konvenció céljával való egyetértését levélben kifejezte, melyet a floridai újságok nyomtatásban terjesztettek.

## A Szenátus tagjaként (1850–1861)

### Megválasztása
David Levy Yulee floridai szenátor hivatali ideje 1850-ben lejárt. Indult az újraválasztásért, de a radikális elszakadáspártiakkal való túlságos közelsége és néhány üzleti érdekeltséggel való szembeszállás miatt veszített. Az unió fenntartását kereső mérsékeltek erősebbnek bizonyultak Floridában és Malloryval váltották fel Yulee-t. Az állami kiválasztási eljárás némileg szabálytalan volt, mely ellen Yulee tiltakozott és azt egészen a Szenátus döntéshozásáig fenntartotta. A Szenátus azonban úgy határozott, hogy a floridai törvényhozás jogszerűen ítélte meg Mallory jelöltségét és jóváhagyta a szenátusi helyét.

### Jogalkotói tevékenysége
Az Egyesült Államok szenátusában végzett munkája nagyját tipikus, államának kedvező törvényhozási munka képzete. Felügyelete mellett a Szenátus elfogadott egy a floridai vasutakat támogató, és egy a haditengerészetnek örökzöld tölgyerdő megvásárlását lehetővé tevő cikkelyt. Mindkét tervezetet elkaszálta azonban a képviselőház. Több sikert ért el a Szeminol indiánok ellen folytatott háború felülvizsgálatáról szóló törvénytervezeteivel, noha a vizsgált problémákat túldimenzionálta. Kárpótlást kínált az indián portyák által földönfutóvá válók számára és folytatta a bennszülöttek kitelepítését Floridából. Kezdeményezte továbbá, hogy Florida kikötőiben létesüljenek tengerészkórházak. A 19. századi amerikai törvénykezésben ezek nem számítottak korrupt, vagy nepotista megnyilvánulásoknak.

### Munkája a Tengerészeti Bizottságban
Mallory fontos szerepet játszott a Tengerészeti Bizottság tagjaként, és ezen kívül részt vett az Committee of Engrossed Bills munkájában. A bizottság fontosságát az adta, hogy Millard Fillmore elnök a Kongresszushoz intézett beszédében 1851. december 13-án megoldást sürgetett két problémára. Az egyik a tengerésztisztek hozzá nem értő részének problematikája volt. Ebben az időben az előléptetést kizárólag az életkor határozta meg és semmilyen eljárás nem létezett a szolgálatot ellátni nem tudó, vagy nem akaró tisztek eltávolítására. A második matrózok fegyelmezésének kérdése volt. A korbácsolás gyakorlatát az előző Kongresszusi ciklusban betiltották és az öregebb kapitányok közül sokan úgy gondolták, hogy a hajóikon a fegyelem lazul, így vissza akarták állítani a régi metódust, vagy legalább azzal egyenértékű fenyítéssel helyettesíteni, hogy tekintélyük ne inogjon meg.
Mallory Kongresszus előtt tartott első tárgybeli beszédében a korbácsolás engedélyezése mellett foglalt állást, érvelése szerint azért, mert az szükséges ahhoz, hogy a kapitányok irányítani tudják a tengerészeket a csatában. Álláspontja népszerűtlen volt az országos közvélemény előtt és a Kongresszus fenntartotta a tiltást. Ezirányú nézeteit hamar elfelejtették, mikor Fillmore elnök második pontjára, a tengerészeti tisztikar megreformálására összpontosította erőfeszítéseit. Ekkor már a Szenátusi Tengerészeti Bizottság elnökeként fungált, és a Kongresszus által megszavazott törvényt az ő tollából származónak tekintették. A törvény értelmében a rangidős tengerésztisztek résztévelével, mint Samuel Francis Du Pont létrejött a Nyugalmazási Tanács, mely a tisztikar hozzáértését volt hivatva áttekinteni. Az egészségileg, vagy felkészültségileg alkalmatlannak talált tiszteket szolgálaton kívül helyezték. Az az Egyesült Államok tengerészetének első kötelező nyugalmazási eljárása volt. A legtöbb vélemény szerint a tanács lelkiismeretesen végezte munkáját, de a hátrányosan érintett tisztek közül nem mindenki értett egyet. Az korán nyugállományba helyezettek közül Matthew Fontaine Maury fizikailag képtelen volt hajó szolgálatot ellátni, de a tenger természettudományos vizsgálatával az újonnan születő oceanográfia tudományának alapkövét rakta le. Maury és más nyugalmazottak meggyőztek pár szenátort az igazukról és a vita újrakezdődött. Mallory politikai kvalitását csillogtatva azonban újra elfogadtatta álláspontját és diadalmaskodott. Maury és közte nem szűnő ellenségeskedés származott az ügyből és ez kihatott munkájukra, mikor a polgárháborúban mindketten a Konföderáció szolgálatába álltak.
Mallory bizottsági munkája idején a haditengerészetnél nagy technológiai innovációk zajlottak le, melyeket figyelemmel kísért és az Egyesült Államok tengerészetének új hajóinál megvalósított. Az Egyesült Királyság és Franciaország, a világ két vezető tengeri hatalma elkezdte hajóit vitorlásokról gőzmeghajtásúra cserélni és az utóbbiak közt a lapátkerekes meghajtásról a csavarosra átállni. 1853-ban a bizottság javasolta, hogy rendeljék meg hat új, csavaros fregatt építését, melyek elkészültekor a világ legjobbjai közé számítottak. 1857-ben a bizottság javaslatára a Szenátus elfogadta tizenkét szlup építését; a hajók 1858-ban álltak szolgálatba. A fregattok első osztálya, a USS Merrimack tükrözte leginkább a Mallory által elképzelt jövőt a tengerészet számára.
A másik nagy újítás a hajópáncélzat volt. Míg az elméletet fontolgatták, Mallory a kort megelőzve lelkesen támogatta a hajók vaspáncélzattal való ellátását, noha az ország fémfeldolgozó ipara nem tudta ellátni a flottát az igényelt mennyiséggel. Szenátusi időszaka alatt nem állítottak hadrendbe páncélozott hajót, de ennek elmaradása nem rajta múlott. Felemelte szavát a páncélzott hajókra fordítandó költségkeret emelése érdekében, hogy New York kikötőjét páncélozott hajókkal védhessék. A Robert L. Stevens által tervezett Stevens-üteget 1842-ben kezdték építeni, de 1853-ban, mikor Mallory az ügyben felszólalt, még mindig nem volt befejezve. Kérelmét azonban nem hallgatták meg és a Szenátus abbahagyta a projekt finanszírozását. A támogató beszédben Mallory kifejtette azon, gondolkodását meghatározó elveket, melyek később a Konföderációs tengerészeti miniszteri tevékenységét jellemezték.

### A szecessziós válság
Mallory a Mély-Dél egy államának képviselőjeként nem tudta elkerülni, hogy állást foglaljon a nemzetet megosztó kérdésekben. Az első alkalom a Kansas állammá alakulásáról való szenátusi vitán jött el. A Lecompton-alkotmány alapján Kansas engedélyezte volna a rabszolgaságot, és az intézmény terjedését ellenző állampolgárok tiltakoztak az elfogadását kísérő széleskörű szabálytalanságok miatt. Preston King New York-i szenátor kétórás verbális támadást intézett az alkotmány és a déli politika ellen általánosságban, és ezt követően Mallory olyan választ fogalmazott meg, melyet életrajzírói úgy jellemeztek, mint „valószínűleg leghatásosabb szenátusi beszéde”. Beszéde nem volt nagy szónoklat. Noha a nyelvezete korának megfelelően színes volt, de olyan halkan beszélt, hogy egyszer félbe kellett szakítani, hogy megkérjék, legyen hangosabb. Beszédének egyik része megindokolta, hogy a rabszolgatartók miért vonakodnak elfogadni a népfelségi többség uralmát. Annak kérdéséről, hogy az alkotmányt vajon „az emberek” ratifikálták-e, így szólt: „Az államok, miként ez mindenkor lehetséges számukra, delegálták politikai hatalmukat egy kisebbségnek. A belőle való kizárás megvalósulhat birtokjog alapján, adófizetés alapján, milíciában való szolgálat alapján, vagy éppen bőrszín alapján; de akárkit is választ ki az állam a politikai autoritás viselésére, ők képezik az [emlegetett] embereket.” Mallory előrelátta a déli államok befolyásának lehanyatlását, noha ekkor még nem hitte, hogy ez szükségszerűen az elszakadáshoz vezetne. Ezirányú megjegyzéseit a kötelékeik szorosságát hangsúlyozva összegezte: „Nem az én dolgom a déli országrész által bölcsen követett út kijelölése, de ... teljes szívemből vele érzek és hűen követni fogom, uram.”
Az országot megosztó kérdésekben ugyan lelkesen támogatta a déli álláspontot, de Mallory nem volt a szecesszió élharcosa. Majdnem a Florida elszakadásáról hozott határozat megszületéséig megbékélést hirdetett. 1861. január 10-én azonban Florida Dél-Karolina és Mississippi után harmadikként kinyilvánította függetlenségét és az Amerikai Egyesült Államokból való kiválását. Január 21-én Mallory búcsúbeszédet tartott a szenátusban és lemondott. 
Mielőtt Abraham Lincoln elfoglalta volna az elnöki hivatalt, az elszakadt államokban vita alakult ki a területükön álló erődökkel kapcsolatos teendők fölött. Pensacola mellett két erődöt, a Fort Barrancast és Fort McRee-t az állami milícia ellenállás nélkül elfoglalta. Így már csak három erőd maradt az Egyesült Államok hadseregének felügyelete alatt: a Key Westen épült Fort Zachary Taylor, a Dry Tortugas-i Fort Jefferson és a pensacolai Fort Pickens. A leghangosabbak követelték, hogy azonnal vegyék ezeket is birtokba, ha szükséges fegyverrel kikényszerítve az átadást, kezdve Fort Pickensszel. A higgadtabbak el akarták kerülni a vérontást és tárgyalások útján akarták hatalmukba keríteni az erődöket. A Lincoln kabinetben külügyminiszteri posztra jelölt William H. Seward barátságos szólamai számukra reménykeltően hangzottak. Mallory és Florida másik lemondott szenátora, David L. Yulee, valamint a két alabamai ex-szenátor táviratban figyelmeztették kormányzóikat az óvatosság szükségére. Ebben más szenátorok is támogatásukra keltek, valamint az ideiglenes elnökké választott Jefferson Davis is egyetértett velük. Ezzel a mérsékeltek álláspontja felülkerekedett és nem intéztek támadást Fort Pickens ellen. Noha Mallory közel sem maradt magára álláspontjával, politikai ellenfelei később unióbarát politikai elkötelezettséggel vádolták emiatt.

## A Konföderáció tengerészeti minisztere: kinevezése és kongresszusi megerősítése

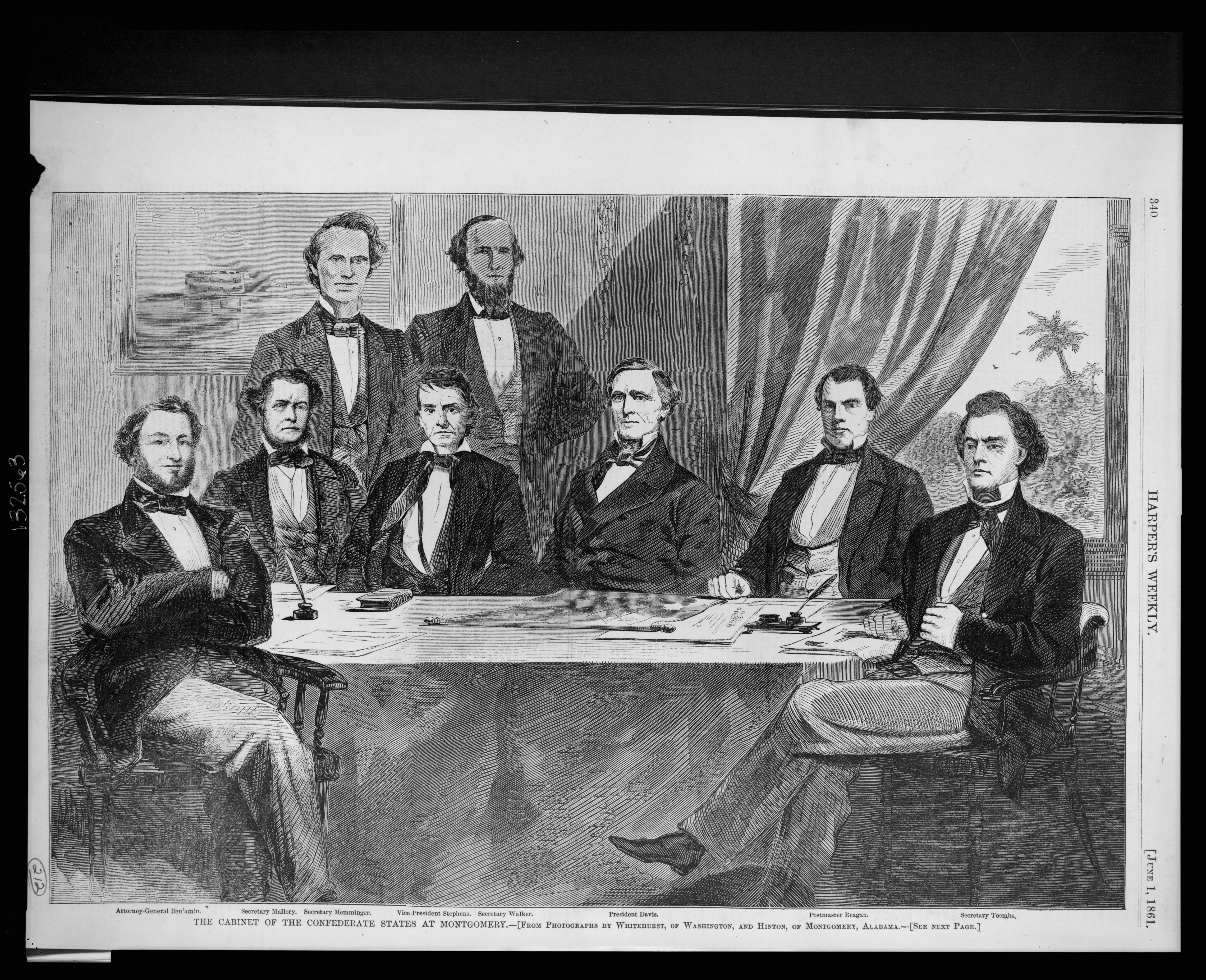
Az eredeti konföderációs kabinet. Balról jobbra: Judah P. Benjamin, Stephen Mallory, Christopher Memminger, Alexander Stephens, LeRoy Pope Walker, Jefferson Davis, John H. Reagan és Robert Toombs

A Konföderáció kormányzati struktúrája nagyon hasonlított az Egyesült Államokéhoz. A végrehajtó ág több minisztériumba tagolódott, melyek adminisztratív felügyeletét vagy miniszterek, vagy annak megfelelő ragú kormánybiztosok látták el, akik az elnök tanácsadói voltak. Az alkotmány kitért a tengerészetre is, melyet önálló minisztériummá szerveztek, s melynek élére Jefferson Davis Malloryt nevezte ki. Jelölését két okra lehet visszavezetni: az első a tengerészeti ügyekben fiatalkorában Key Westen és Washingtonban egyaránt felhalmozott jelentős tapasztalata; a második hogy Floridából származott. A States' Rights (kb. tagállami jogok doktrinája) alapján Davisnek törekednie kellett rá, hogy minden állam képviseltessen a kabinetjében. Ez a fajta földrajzi megoszlás nem garantálta, hogy minden esetben a legjobb jelölt kapja a hivatalt, de Mallory esetében még valószínűleg ez is teljesült.
Mallory miniszterré való kinevezését azonnal az ideiglenes kongresszus elé bocsátották, mihelyt a tengerészetet létrehozó törvénycikkelyt elfogadták. Nyilvánvaló rátermettsége ellenére jelentős ellenkezés fogadta, a Fort Pickens incidenssel igyekeztek alátámasztani, hogy nem elég elkötelezett a szecesszió iránt. A kongresszus azonban végül megerősítette a jelölését.

### Tengerészeti szervezetépítés és műveletek
Kevesen érdeklődtek a konföderációs kabinetben a tengerészeti kérdések iránt, így Mallory szinte szabadon alakíthatta minisztériumát és a kizárólagos igazgatása alatt álló tengerészetet is saját belátása szerint formálhatta. A Tengerészeti minisztériumot az Egyesült Államokhoz hasonlóan osztályokra tagolta, de míg ott öt ilyen osztály volt, a konföderációs minisztériumban csak négy létezett. Ezek a személyzeti, ellátmány- és ruházatügyi, egészségügyi és hidrográfiai osztályok voltak. A hiányzó Építési és Javítási osztály funkcióit kezdetben John L. Porter tárca nélküli igazgató felügyelte. 1863-ban hivatalosan is létrehozták a Tengerészeti Főkonstruktőr pozícióját, melyet a háború végéig Porter töltött be. Néhány más funkció is kívül rekedt a bürokrácián, úgy mint a kis létszámú tengerészgyalogság, pár Európába küldött megbízott, akik hajóvásárlási ügyleteket bonyolítottak és közvetlenül Mallorynak jelentettek, valamint a Torpedóhivatal. A tengeri aknákkal foglalkozó Torpedóhivatalt eredetileg Mallory régi haragosa, Matthew F. Maury igazgatta.
A kezdeti időkben a konföderációs tengerészet is ugyanazzal a problémával szembesült, mint amellyel Mallory a szenátus tengerészeti bizottságának elnökeként küzdött. Mivel a Konföderáció azzal csábította a tiszteket, hogy az Egyesült Államok tengerészetéből leszerelők ugyanazt a rangot kapják meg, ezért túl sok tengeri szolgálatból kiöregedett magas rangú tiszt jelentkezett. Az előléptetést Mallory kizárólag a háborúban tanúsított kiemelkedő szolgálat alapján kívánta adományozni, vagyis nem az életkor alapján, elkerülve ezzel a gerontokrácia csapdáját. Előterjesztését a konföderációs kongresszus hamar törvényerőre emelte. Az eredménnyel nem teljesen megelégedve azonban 1863-ban kezdeményezte az Ideiglenes Tengerészet létrehozását, amivel megteremtett egy második, az elsővel párhuzamosan létező tiszti kart. A harcra alkalmatlan tisztek a Reguláris Tengerészet kötelékében maradtak, míg a fiatal és vélhetőleg agilisabb tiszteket átsorolták az Ideiglenes Tengerészethez. A hadihajók tisztjeit az utóbbi soraiból jelölték ki és életkorukra való tekintet nélkül kaphattak előléptetést, amennyiben megfelelően teljesítettek.
Mallory A tengerészet politikai és doktrinális alakításában is részt vett. Látva a Konföderáció és az Unió hajóépítési és -felszerelési kapacitása közti különbséget, négy pontban határozta meg a tengerészet teendőit:
1. Portyázó hajók kiküldésével meg kell semmisíteni az ellenség kereskedelmi flottáját.
2. Páncélozott csatahajókat kell építeni a déli dokkokban, partvédelmi alkalmazás céljával.
3. A nyílt tengeren is harcolni képes páncélozott csatahajókat kell vásárolni és építeni.
4. Újfajta fegyvereket és harcászati megoldásokat kell alkalmazni.

### Az uniós kereskedelem elleni támadások
A konföderációs tengerészet fő erőfeszítése a kezdetektől arra irányult, hogy az uniós hajók által a kikötői köré vonni igyekezett blokádot gyengítse, illetve áttörje. Mallory úgy gondolta, hogy az északi kikötőkbe tartó kereskedelmi hajók támadásával arra tudja kényszeríteni Gideon Welles uniós tengerészeti minisztert, hogy a blokád helyett saját hajóinak védelmére irányítsa át a hadihajókat. A háború elején a kabinet megpróbálta meggyőzni a magán hajótulajdonosokat, hogy kalózlevéllel ellátva káperként használják hajóikat az állam szolgálatában. Kalózlevelek kibocsátása nem állt a Tengerészeti minisztérium hatáskörében, de Mallory ismerte és számontartotta a módszert terveiben. Több különböző okból az állami kalózok nem hozták meg a remélt sikert. Az alkalmazásuk csak átmeneti eredményeket ért el és az első háborús év végével felhagytak alkalmazásukkal.
Mélyebb befolyást gyakorolt azonban az ellenség kereskedelmi hajóinak zsákmányul ejtése helyett elsüllyesztést megcélzó műveletre kiküldött portyázóhajókra. Mallory 1861. április 18-án kezdeményezte először a portyázóhajók kiküldését. Az első ilyen hajó, a CSS Sumter 1861. június 30-án áttört a New Orleans köré vont blokádon és attól kezdve az uniós hajókapacitást pusztította. A CSS Sumtert később a CSS Alabama, a CSS Georgia, a CSS Florida, a CSS Shenandoah, és a CSS Nashville követte. A portyázók nem érték el elsődleges céljukat, mert Gideon Welles uniós tengerészeti miniszter tevékenységük ellenére is fenntartotta a blokádot és a nemzetközi kereskedelmet olyan hajók révén bonyolították a továbbiakban, melyek idegen országok zászlaja alatt közlekedtek.

### A páncélozott hadihajók reformja
Mallroy miniszteri tevékenységének legismertebb aspektusa a páncélozott hajók alkalmazása. Érvelése szerint a Konföderáció nem lett volna képes az Unió ipari erejével versenyezni és elégséges hajót építeni, ezért úgy gondolta, hogy csak pár hajót kellene építeniük, melyek azonban képességeikben jóval felülmúlják az ellenség hajóit. Szavai szerint „A tökéletes csatahajó kétségtelenül a legnagyobb lehetséges sebességnek a lehetséges legnagyobb tűzerővel és páncélvédettséggel való kombinációja.” Az elképzelés azonban ebben a korszakban nem volt megvalósítható egészen az 1930-as évekig, a csatahajók korának alkonyáig. Mallory abban reménykedett, hogy a páncélozott csatahajók ellenállhatatlan fegyverei lesznek, de nem számolt vele, hogy az ellenség szintén páncélozott hajókat fog gyártani, melyek mindkét ország flottájában fontos szerepre tesznek szert, továbbá az Egyesült Királyság és a Francia Császárság szintén elindítja hajópáncélozási programját. A hajók modernizálása már a polgárháború kitörése előtt megkezdődött, így Mallory jelentősége a változtatás mihamarabbi keresztülvitelére korlátozódik.
Az első konföderációs páncélozott hadihajó a CSS Manassas volt, melyet magánbefektetők szereltek fel és káperként akartak használni. Az első Mallory szorgalmazására megszülető páncélozott hadihajót a CSS Virginia névre keresztelték. A USS Merrimack fregatt kiégett és elsüllyesztett maradványait a munkások kiemelték a norfolki Gosport Navy Yard hajóműhelyének vizéből és döntött oldalpáncélzatú felépítménnyel látták el. 12 ágyúval és egy vas dőfőorral felszerelve 1862. március 8-án megtámadta a Hampton Roads környéki blokádot alkotó hagyományos csatahajókat. A USS Cumberlandet és a USS Congresst rövid idő alatt elsüllyesztette, a USS Minnesota pedig abbéli igyekezetében, hogy beleavatkozzon a harcba, zátonyra futott. A CSS Virginia elhanyagolható sérüléseket szenvedett és ez önmagában igazolni látszott Mallory alapfeltevését, hogy a páncélozott hadihajók el tudnak bánni a legjobb csatahajókkal is, amennyiben fából készültek és mindemellett szinte sérthetetlenek maradnak számukra. A CSS Virginia másnap visszatért, hogy végezzen a USS Minnesotával is, de ekkor már a USS Monitor páncélozott naszád is odaért. A két hajó egész nap egymást kerülgetve és lőve sem tudott döntést kicsikarni. A Mallory-doktrina viszont ezzel maga kapott léket, hiszen az ellenállhatatlan fegyver máris megtalálható volt az ellenség armadájában és a saját hajóosztálya ellen nem jelentett automatikus győzelmet.
A CSS Virginiát követő konföderációs páncélozott hadihajók csak félsikereket értek el, sok pedig teljes kudarcnak bizonyult. Kirívóan kudarcos volt az a négy páncélozott naszád, amelyet a Mississippi-folyón való használatra építtettek. A négyből mindössze egy, a CSS Arkansas bocsátkozott harcba az eredeti szándéknak megfelelően, teljes legénységgel és felkészülten. A CSS Tennessee-t az építést segítő úszó vázgerendák között semmisítették meg, a CSS Mississippi-t rohamtempóban vízre bocsátották, de hogy az ellenség kezére kerülést megelőzzék, felgyújtották, és végül a félig elkészült CSS Louisianát hatástalan úszó ütegként használták a New Orleanst védő Jackson és St. Philip erődök ostrománál, majd az uniós naszádok áttörése után felrobbantották. A kudarc felelősségében minden résztvevő osztozott, de Mallorynak jutott a legnagyobb rész belőle. Az adminisztratív irányítás hibája elsődleges volt a hajóépítési késedelemben. A CSS Virginia esetében Mallory nem vont be az építés felügyeletébe senki mást, így elveszett a részletekben, miközben a többi naszád építési problémáit megoldatlanul hagyta. Ezek között nem állított fel fontossági sorrendet és hagyta, hogy a CSS Louisiana és a CSS Mississippi egymástól vonja el a szűkös erőforrásokat. Mallory elfogadta, hogy a hadsereg igényei fontosabbak a tengerészeténél, így utóbbinak mindig csak azok az alapanyagok és finanszírozási források jutottak, melyekre a hadsereg nem tartott igényt.

### Az európai kiküldetések
Az elszakadt államok fejletlen hajóépítő műhelyeinek állapotából Mallory arra a következtetésre jutott, hogy külföldről kell az áhított hajókat beszerezni, melyekkel az Egyesült Államok flottája ellen kihívást lehetne intézni. Két legfontosabb képviselője James D. Bulloch és James H. North sorhajóhadnagy volt a konföderációs tengerészet kötelékéből. North munkája csalódást keltett, Bulloch azonban a Konföderáció egyik leghatékonyabb ügynöke lett Európában. Diszkrét állhatatossággal kutatta fel a kormánya által igényelt típusú hajókat, melyeket megvásárolhatott, miközben vigyázott, hogy ne szegje meg a vendéglátó állam szabta semlegességi kereteket. Végső soron négy konföderációs kalózhajót az Egyesült Királyságban vásároltak: a CSS Floridát, a CSS Georgiát, a CSS Shenandoah-t és a CSS Alabamát. Mallory valószínűleg többet is szeretett volna, de a sikeresen megvásárolt hajók is beváltak.
Bulloch minden erőfeszítése ellenére sem sikerült viszont páncélozott hadihajókat vásárolnia, vagy építtetnie. A vásárlás komoly formában nem merült fel, mert a Királyi Haditengerészet nyilvánvalóan nem lett volna hajlandó legjobb hajóit egy idegen hatalomnak átadni, akármennyit is kínálnak értük. A 19. század közepének tengerészeti doktrináját kidolgozó emberek tudatában voltak, hogy a feketelőpor energiája nem lesz elég hozzá, hogy a vaslövedékek átüssék a vaspáncélzatot, ezért feltételezték, hogy a páncélozott hadihajók ellen a döfőorr lesz a leghatékonyabb. A döfőorr egészen az I. világháború kezdetéig általánosan használatban maradt, noha időközben az ágyútechnológia és a lőpor fejlődése elavulttá tette a koncepciót. A CSS Virginiát is gyakran döfőhajónak emlegették, mintha ez lett volna a legfőbb jellegzetessége. A Konföderáció dörőorral ellátott hajók építésére próbált szerződéseket kötni az Egyesült Királyságban és a Francia Császárságban. A titoktartásra való törekvés ellenére a az Unió átlátott a szándékon és azonnal tiltakozott a semlegességi szabályok megszegése ellen. A brit kormány jó ideig szemet húnyt a fejlemények felett, de a gettyburgi és vicksburgi győzelmek után átértékelte álláspontját. 1863. szeptember 5-én Charles Francis Adams nagykövet üzenetet küldött Lord John Russell külügyminiszternek, miszerint az első hadihajók kifutásra készek és „fölösleges lenne rámutatnom, hogy ez háborút jelentene.” A hajóknak megtiltották a kifutást és később a Királyi Haditengerészet lefoglalta őket. A francia kormányzat hallgatólagosan beleegyezett, hogy a brit cselekvést követi Észak-Amerikában és az összes szerződést felbontották.

### Új fegyverek fejlesztése
A polgárháború számos hadicélú fejlesztés kísérleti terepe lett, és Mallory pozíciójánál fogva sok fejlesztést támogatott ezek közül. Pártolta például az uniós flottában használt hagyományos, elöltöltős vonatlan ágyúkkal szemben a vontcsövű ágyúk készítését. Az általa favorizált ágyútípust a Lőszer- és Hidrográfiai hivatal vezetője John Mercer Brook sorhajóhadnagy tervezte. A Brook-féle ágyúknak köszönhetően a konföderációs tengerészeti tüzérek a háború végéig fennmaradó minőségi előnyt élvezhettek uniós ellenfeleikkel szemben.
A Tengeralatti Ütegszolgálat adminisztratív névre hallgató Torpedóhivatal kifejlesztette az akkoriban torpedó néven ismert vízalatti robbanószerkezetet. Ma ezeket tengeri aknákként tartjuk nyilván. A hivatalt először Mallory régi ellensége, Matthew Fontaine Maury vezette, később Hunter Davison sorhajóhadnagy lett az utóda. Az aknák elsőként 1862. december 12-én süllyesztettek el sikeresen egy ellenséges hajót, a USS Cairót. Ezt követően az aknák összességében több hajót süllyesztettek el, mint minden más konföderációs harci tevékenység együttvéve.
A charlestoni kikötőben Francis D. Lee, a hadsereg századosa P. G. T. Beauregard támogatásával kifejlesztett egy kis hajótípust, mely leoldható tengeri akna (korabeli katonai terminológia szerint ez is torpedónak minősült) hordozására volt képes. A CSS David névre keresztelt kis búvárhajó 1863. október 5. éjjelén észrevétlen megközelítette a USS New Ironsidest, sikeresen leoldotta aknáját, melynek detonációja súlyosan megrongálta a páncélozott hadihajót. 1864. február 17-én sötétedés után a CSS Hunley búvárhajó Lee aknájával elsőként a történelemben sikeresen elsüllyesztette egy felszíni hadihajót, a USS Housatonicot. A bevetést elbeszélő legtöbb forrás nem említi, de a Hunley a támadás idején nem lemerülve, hanem a felszínen haladt, és a leoldatlanul detonáló torpedó a teljes saját legénységet megölte. A tengerészeti minisztérium nem segítette aktívan Lee kísérleteit, de a leoldható torpedót a siker után a teljes flotta rendszeresítette. A konföderációs reményekkel ellentétben az uniós flotta ugyanígy tett és többek közt a leoldható akna segítségével süllyesztette el a CSS Abermalét 1864 októberében.

## Vizsgálat a Tengerészeti minisztériummal szemben
New Orleans elvesztése sokkolta a Konföderáció közvéleményét és felelősségrevonást követeltek. A kongresszusi képviselők a páncélozott hajók kudarcára való tekintettel a tengerészetet hibáztatták és kétségbe vonták az önálló tengerészeti minisztérium létjogosultságát. Mallory hogy egy ilyen irányú kezdeményezés elébe menjen, meggyőzte a Kongresszust, hogy inkább hivatalos vizsgálóbizottsággal világítsa át a minisztérium munkáját. A szenátus és a képviselőház öt-öt tagját delegálta a bizottságba, melyet Clement C. Clay, Mallory barátja elnökölt. Szintén köztudott volt, hogy a képviselők egyike, Ethelbert Barksdale is baráti viszonyban van Malloryval. A bizottság kiegyensúlyozottságát azonban valamelyest segítette, hogy Henry S. Foote képviselő, a szecesszió és a Davis-kabinet fáradhatatlan bírálója szintén a tagok közé került. Charles M. Conrad, a Kongresszus állandó tengerészeti bizottságának elnöke vizsgálati tanúként lett megidézve és vallomásával a Malloryval szembeni vonalat erősítette. A bizottság hat hónapon keresztül ülésezett és munkája eredményeképpen nem tárt fel hanyagságra, vagy mulasztásra utaló jelet.
A vizsgálat gyengíthette Mallory politikai presztízsét és biztosan elvonta figyelmét a kötelességeiről, de nem tudta elmozdítani hivatalából. Ennek okát arra is vissza lehet vezetni, hogy nem volt kivel pótolni, és arra is, hogy az elnök felé szórt villámokat hárította el, s ezért Davis mint hozzá hű embert a háború legvégéig megtartotta őt kabinetjében. Lee tábornagy appomattoxi fegyverletétele után Mallory Davisszel együtt menekült dél felé, először a virginiai Danville-be, aztán az észak-karolinai Greensboróba, és Charlotte-ba, majd a dél-karolinai Abbeville-en át a georgiai Washingtonba. Washingtonban Mallory formailag benyújtotta a lemondását és a georgiai La Grange-ba utazott feleségével és gyermekeivel találkozni.

## A háború utáni időszakban

### Elfogása és bebörtönzése
Az északi közvélemény nagy része meg volt győződve, hogy a Davis-kabinetnek valamiképpen köze volt Abraham Lincoln elnök meggyilkoltatásához és noha semmi bizonyíték nem utalt a bűnrészességükre, a politikai nyomás megtorlást követelt. A radikális politikusok ennek farvizén kikényszerítették, hogy az elnöki adminisztráció vád alá helyezze a háborút irányító konföderációs döntéshozókat. Mások mellett Malloryt is vád alá helyezték többek közt hazaárulás okán; 1865. május 20-án éjfélkor felébresztették la grange-i szállásán és letartóztatásba vetették. Innét a New York-i kikötőben levő Lafayette-erődbe vitték, ahol politikai fogolyként kezelték.
A közvélemény bosszúszomja hónapokig nem csökkent, így Mallory attól félt, elítélése esetén a halálbüntetéssel kényszerült volna szembenézni. Azonban soha nem érkezett meg annak meghatározása, mely tettei merítették volna ki a hazaárulás bűncselekményét és egyre inkább úgy tűnt, hogy a konföderációs elnöki kabinettagok közül senkinek sem volt köze a Lincoln-orgyilkossághoz. A felháborodás anélkül múlt el, hogy bárkit is tárgyalásra citáltak volna, s a remény újjáéledt. Mallory cellájából levélhadjáratot indított a szabadon bocsátása kieszközlésére. Közvetlenül Andrew Jackson elnökhöz fordult, és néhány korábbi szenátortársa támogatását is felsorakoztatta. Felesége, Angela Washingtonba utazott, és személyesen sürgette Johnsont, valamint más befolyásos embereket. Johnson megbocsátóan osztogatta a kegyelmet, és az év végére a közvélemény is megkönyörülni látszott, s lemondott a kegyetlen megtorlásról. 1866. március 10-én Johnson „részleges kegyelemben” részesítette Malloryt. Noha már nem kellett tovább raboskodnia, lányának bridgeporti otthonában házi őrizetre kötelezték, míg letehette a hűségesküjét az államrendre.

### Szabadulása és visszatérése Floridába
1866 júniusában Mallory Washingtonba látogatott, ahol sok régi barátja és politikai lekötelezettje segítségét kérte, köztük magának Johnsonnak és Edwin M. Stanton hadügyminiszter segítségét, akik szívélyesen fogadták. Engedélyt kapott, hogy hazatérjen Floridába, de hazaútját egészségügyi problémák késleltették. Csak július 19-én érkezett meg Pensacolába.
A kegyelem feltételei között szerepelt, hogy Mallory nem tölthet be a továbbiakban közhivatalt, így újranyitotta jogi praxisát a megélhetés érdekében. Miközben a politikából névleg kirekesztették, téziseit levelekben és cikkekben tette közzé a floridai újságokban. Kezdetben sürgette az unió újraalkotását és a Rekonstrukció politikai vonalának elfogadását, de hamarosan megváltoztatta véleményét és ellenezni kezdte, kivált a feketék szavazati jogát.
A háború utáni időkben sokat kínozta a köszvény, mely régóta kísérte életében. 1871-72 telén szívelégtelenségre kezdett panaszkodni és egészsége hanyatlani kezdett. Munkáját ennek ellenére tovább végezte. 1873. november 8-án közönyösnek és enerváltnak tűnt és éjszaka rosszul lett. November 9-én reggel elhalálozott. Végső nyughelye a St. Michael's Cemetery temetőjében van, Pensacolában, Florida államban.

## Fordítás
- Ez a szócikk részben vagy egészben  a   Stephen Mallory című angol Wikipédia-szócikk ezen változatának fordításán alapul.  Az eredeti cikk szerkesztőit annak laptörténete sorolja fel. Ez a jelzés csupán a megfogalmazás eredetét és a szerzői jogokat jelzi, nem szolgál a cikkben szereplő információk forrásmegjelöléseként.